# Lasiophila alkaios
Lasiophila alkaios är en fjärilsart som beskrevs av Günter Theodor Tessmann 1928. Lasiophila alkaios ingår i släktet Lasiophila och familjen praktfjärilar. Inga underarter finns listade i Catalogue of Life.